# Саткхіра (зіла)
Сатхіра (бенг. সাতক্ষীরা জেলা, пр.: Satkhira) — район на південному заході Бангладеш і є частиною Дивізії Кхулна. Він лежить уздовж кордону із Західною Бенгалією, Індія. Він розташований на березі річки Арпангачія. Найбільшим містом і штаб-квартирою цього округу є Сатхіра.

## Адміністративно-територіальний поділ
Район складається з двох муніципалітетів, семи упазіл, 79 союзних порісходів, 8 тана (поліцейських дільниць) і 1436 сіл.
Упазили:
- Сатхіра Садар Упазіла
- Ассасуні Упазіла
- Дебхата Упазіла
- Тала Упазіла
- Калароа Упазіла
- Калігандж Упазіла
- Шямнагар Упазіла

Два муніципалітети - Сатхіра і Калароа.
- Голова: Назрул Іслам[2]
- Заступник комісара (DC): Мохаммад Хумаюн Кабір[3]

## Географія
Район Сатхіра має площу близько 3 817 квадратних кілометрів (1 474 миля2). Межує на півночі з округом Джессор, на півдні з Бенгальською затокою, на сході з районом Кхулна, а на заході з північним 24 районом Парганас і південним 24 районом Парганас Західної Бенгалії, Індія.
Середньорічна максимальна температура досягає 35,5, мінімальна 12,5 °C. Річна кількість опадів становить 1710 мм.

### Клімат
Клімат тропічної савани має середньомісячну температуру вище 18 °C (64 °F) у кожному місяці року та, як правило, яскраво виражений сухий сезон, при цьому найсухіший місяць має кількість опадів менше 60 мм (2,36 в) опадів. Підтип кліматичної класифікації Кеппена для цього клімату — «Aw» (клімат тропічної савани).